# Victoria Martos
Victoria Martos es una ilustradora española, nacida en 1961.

## Biografía
Licenciada en Pintura en la Facultad de Bellas Artes de la Universidad Complutense de Madrid en 1984, obtuvo dos años después una beca de Grabado en la Academia de Bellas Artes de Varsovia.
Asentada en El Escorial, publica historietas en Madriz, pero se ha dedicado sobre todo a la ilustración, ya sea para revistas como Cinemanía, Claves, Dunia, Poezia, El Suplemento Semanal, La Revista, Marie Claire, Massaconfusa, Madrid Me Mata, Planeta Humano, Saber Leer, Siete Leguas y Strapazin o para diarios como El Economista, Expansión, El Independiente, El Mundo, Negocio y El País. Las editoriales Alfaguara, Arnao, Canal+, Círculo de Lectores, Edicions De Ponent o La Gaya Ciencia también han publicado sus ilustraciones.
En 1995, recibe la medalla de oro de la SND (Society of Newspaper Design).

## Valoración crítica
En opinión de Jesús Cuadrado, "Su muñeca tiene, para mí, ese encanto (encanto, hoy, casi perdido en otras gentes del pincel) del minucioso dibujo de campo, del prontuario, del leve jaboncillo de sastre, del abocetado en trípticos complementarios: la magia, permitidme, del quattrocento."